# Canthidium manni
Canthidium manni är en skalbaggsart som beskrevs av Gilbert John Arrow 1913. Canthidium manni ingår i släktet Canthidium och familjen bladhorningar. Inga underarter finns listade.